# Anna Adelusi
Anna Enioola Adelusi (Carpi, 10 giugno 2003) è una pallavolista italiana, opposto del Türk Hava Yolları.

## Caratteristiche tecniche
Ricopre indistintamente il ruolo di schiacciatrice e di opposto.

## Carriera

### Club
La carriera di Anna Adelusi inizia nel 2019 nelle giovanili del Volleyrò; nella stagione 2020-21 viene ingaggiata dalla Roma Club, in Serie A2, con cui ottiene la promozione in Serie A1: tuttavia, nell'annata successiva, resta in serie cadetta entrando a far parte della squadra federale del Club Italia.
Esordisce nella massima divisione italiana per il campionato 2022-23 quando veste la maglia del Firenze: è nella stessa categoria anche per l'annata 2023-24 con la Cuneo Granda, anche se la stagione è condizionata da un infortunio al tendine di Achille, e per quella 2024-25 quando ritorna alla Roma Club, aggiudicandosi la WEVZA Cup e la Challenge Cup.
Nella stagione 2025-26 si trasferisce in Turchia per difendere i colori del Türk Hava Yolları, in Sultanlar Ligi.

### Nazionale
Nel 2023 viene convocata nella selezione italiana under 21, con cui vince l'argento al campionato mondiale e il riconoscimento di miglior opposto, mentre nel 2024 è in quella under 22, conquistando l'oro al campionato europeo.

## Palmarès

### Club
- Challenge Cup: 1

2024-25
- WEVZA Cup: 1

2024

### Nazionale (competizioni minori)
- Campionato mondiale under 21 2023
- Campionato europeo under 22 2024

### Premi individuali
- 2023 - Campionato mondiale under 21: Miglior opposto